# Regatul Italiei medievale
Regatul Italiei (în limba latină: Regnum Italiæ sau Regnum Italicum) a fost o entitate politică aflată sub controlul dinastiei Carolingiene din statul francilor, după prăbușirea Regatului longobard în 774, după asediul Paviei. Formațiunea statală a fost în cele din urmă încorporată Sfântului Imperiu Roman în 962.
Regatul constituit de către longobarzi s-a dovedit a fi mai stabil decât cel al ostrogoților, predecesorul său în Italia, însă în 774, sub pretextul apărării papalității, francii conduși de Carol cel Mare au cucerit regatul longobard. Francii au menținut teritoriul italo-longobard separat de al lor propriu, însă acesta a participat la toate separările, divizările, războaiele civile și crizele de succesiune din Imperiul Carolingian, din care a făcut parte, până când, din secolul al IX-lea, Regatul Italiei a fost un stat independent, deși extrem de descentralizat.
În anul 951 tronul Italiei a fost revendicat de regele Otto I cel Mare al Imperiului Romano-German. Uniunea personală a celor două tronuri și încoronarea lui Otto ca împărat în Bazilica Sfântul Petru din Roma din 962 a format baza Sfântului Imperiu Roman. Guvernământul central din Italia a dispărut rapid în secolele următoare, însă ideea de regat al Italiei a continuat. Până în timpul Renașterii, nu mai era decât o ficțiune, însă a durat in titulo până la disoluția Imperiului în 1806, atunci când Napoleon Bonaparte a întemeiat propriul său regat al Italiei, fără vreo legătură cu cel din evul mediu.

## Regatul longobarzilor

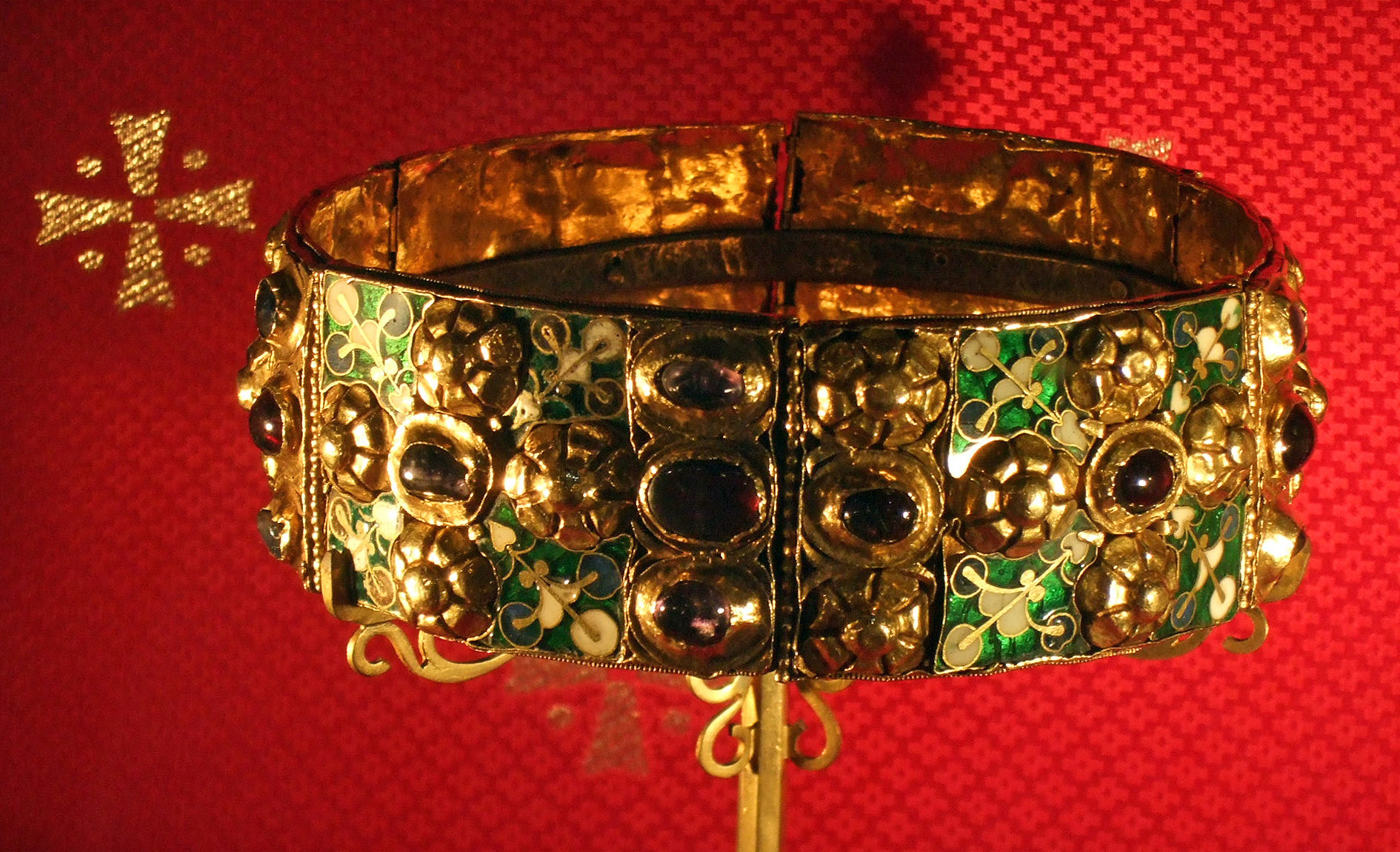
Coroana de fier a regilor longobarzi, astăzi păstrată la catedrala din Monza

După înfrângerea și uciderea în luptă a regelui ostrogot Totila, generalul bizantin Narses a cucerit Roma și a început să asedieze Cumae. Teia, noul rege al ostrogoților, a adunat resturile armatei ostrogote și a pornit în marș pentru a salva orașul, însă în octombrie 552 Narses l-a atras într-o ambuscadă la Mons Lactarius (în prezent Monti Lattari) în Campania, în apropiere de Vezuviu și Nuceria Alfaterna. Bătălia a durat două zile și Teia a căzut în luptă. Puterea ostrogotă în Italia era eliminată, însă Narses a permis puținilor supraviețuitori să se întoarcă la casele lor, ca supuși ai Imperiului Bizantin. Absența oricărei autorității reale în Italia a condus la o invazie a francilor, însă aceștia au fost la rândul lor înfrânți de către bizantini, drept pentru care Peninsula Italică a fost reintegrată imperiului.
Regii longobarzilor conduceau pe atunci acest trib germanic. După 568 ei au pătruns în Italia, înstăpânindu-se acolo și eliminând o mare parte din punctele deținute de bizantini. Regii longobarzi s-au autointitulat uneori regi ai Italiei (rex totius Italiæ). După căderea Regatului longobard în 774 (ca urmare a asediului Paviei), teritoriul a trecut sub dominația francilor conduși de Carol cel Mare. Coroana de fier a regilor longobarzi (Corona Ferrea) a fost utilizată pentru încoronarea regilor longobarzi, dar și de către urmașii acestora ca regi ai Italiei, vreme de secole.
Sursele primare pentru regii longobarzi anterior cuceririi france sunt anonima Origo Gentis Langobardorum din secolul al VII-lea și Historia Langobardorum a cronicarului Paul Diaconul din secolul al VIII-lea. Primii regi (așa-numiții pre-Lethingi) enumerați în Origo sunt aproape sigur legendari.
Controlul regilor longobarzi asupra celor două regiuni majore ale regatului — Langobardia Major situată în nordul Italiei (la rândul său împărțită în Neustria, Austria longobardă și Tuskia) și Langobardia Minor din centrul și sudul Peninsulei Italice — nu a fost constantă de-a lungul celor două secole de existență. O fază inițială de puternică autonomie acordată mulților duci care il constituiau s-a preschimbat în timp într-o tot mai mare autoritate regală, chiar dacă dorința ducilor de autonomie s-a menținut.

## Parte constitutivă aImperiului carolingian
Moartea împăratului Lothar I din 855 a făcut ca stăpânirea sa din Francia de Mijloc să fie împărțită între cei trei fii ai săi. Cel mai vârstnic dintre ei, Ludovic al II-lea, a moștenit teritoriile carolingiene din Italia, care pentru prima dată (cu excepția scurtei stăpâniri a fiului lui Carol cel Mare, Pepin din primul deceniu al secolului al IX-lea), erau guvernate ca o unitate distinctă. Regatul includea toată Italia, ajungând în sud până la Roma și Spoleto, restul peninsulei de la sud de acestea aflându-se sub autoritateaPrincipatului de Benevento sau a Bizanțului.
După moartea lui Ludovic al II-lea, în lipsa moștenitorilor direcți ai acestuia au urmat câteva decenii de confuzie. Coroana imperială a fost inițial disputată între conducătorii carolingieni din Francia Occidentală (viitoarea Franță) și Francia Răsăriteană (care va deveni Germania), cu primul rege occidental (Carol cel Pleșuv) și apoi răsăritean (Carol cel Gras) devenind primii doi împărați. Ca urmare a depunerii celui din urmă, nobilii locali — ducii Guy al III-lea de Spoleto și Berengar I de Friuli — și-au disputat coroana imperială, în vreme ce intervenția externă nu a încetat. Este vorba de Arnulf de Carintia din Francia de est Ludovic al III-lea "cel Orb", regele din Provence, care au revendicat pe rând tronul Imperiului. De asemenea, Regatul Italiei era amenințat de raidurile efectuate de sarazinii din Sicilia și din Africa de nord, astfel încât autoritatea centrală era redusă la minimum.
În secolul al X-lea situația nu s-a îmbunătățit, dat fiind că diferiți nobili locali sau din Burgundia continuau disputele asupra coroanei Italiei. Ordinea avea să fie impusă doar din exterior, atunci când regele german Otto I "cel Mare" a invadat Italia în 962 și a preluat pentru sine atât tronul imperial, cât și pe cel regal al Italiei.

## Parte constitutivă aSfântului Imperiu Roman
După 962, regii de Italia erau mereu și regi ai Germaniei, iar Italia a devenit astfel parte constitutivă a Sfântului Imperiu Roman, alături de Germania și, după 1032, cu Burgundia. Totodată, se impune tradiția ca regii germani să fie încoronați de către arhiepiscopul de Milano cu Coroana de fier a regilor longobarzi în Pavia, ca un preludiu al vizitei întreprinse la Roma pentru a fi încoronați ca împărați de către papă.
În general, faptul că monarhul era de obicei absent, petrecându-și cel mai mult timp în Germania a lăsat Regatul de Italia lipsit de o autoritate centrală. De asemenea, se înregistrează o lipsă a unor puternici magnați locali, singura excepție notabilă fiind cea a Mărcii Toscanei, care se afla în posesia unor extinse teritorii în Toscana, Lombardia și the Emilia-Romagna, dar care s-a stins din cauza lipsei de moștenitori direcți a Matildei de Canossa în 1115. Aceasta a condus la un vid de putere care a fost în mod progresiv acoperit de către papalitate și tot mai bogatele orașe, care treptat vor ajunge să domine teritoriile înconjurătoare.
Puterea crescândă a orașelor a fost demonstrată prima dată în timpul domniei împăratului Frederic I "Barbarossa" din dinastia Hohenstaufen (1152–1190), a cărui încercare de restaurare a autorității imperiale în Peninsula Italică a condus la o serie de confruntări cu Liga Lombardă, o coaliție a orașelor nord-italiene, care au obținut în cele din urmă a obținut o victorie decisivă în bătălia de la Legnano din 1176 asupra imperialilor, silindu-l pe Frederic să recunoască autonomia orașelor italiene.
Fiul lui "Barbarossa", Henric al VI-lea a reușit să extindă autoritatea Hohenstaufenilor în Italia prin cucerirea Regatului normand al Siciliei, care includea insula Sicilia și întreg sudul Italiei. Fiul lui Henric, Frederic al II-lea de Hohenstaufen — primul împărat de după secolul al X-lea care și-a avut ca bază Italia — a încercat să reia acțiunea tatălui său de restaurare a autorității imperiale în Regatul Italiei de nord, ceea ce a condus la puternică opoziție nu numai din partea restauratei Ligi Lombarde, dar și din cea a papalității, suveranii pontifi fiind tot mai hotărâți în a-și apăra și extinde teritoriile din Italia centrală (teoretic, parte a Imperiului), opunându-se ambițiilor universale ale împăraților Hohenstaufeni.
Eforturile lui Frederic al II-lea de a aduce întreaga Italie sub controlul său s-au dovedit la fel de inutile ca și ale bunicului său, iar moartea sa în 1250 a marcat sfârșitul efectiv al Regatului Italiei ca unitate politică. Au continuat conflictele dintre susținătorii Imperiului (ghibelini) și cei ai Papalității (guelfi) în toate orașele din Italia, însă aceste dispute aveau tot mai puțină legătură cu originile celor două tabere.
Cu toate acestea, ideea de Regat al Italiei nu era cu totul lipsită de sens. Împărații care s-au succedat în secolele al XIV-lea și al XV-lea reveneau la Roma pentru a fi încoronați și niciunul dintre ei nu a uitat revendicările teoretice de dominare din poziția de regi ai Italiei. Nu erau uitate nici pretențiile împăraților de stăpânire universală în Italia însăși, unde scriitori ca Dante Alighieri sau Marsilius de Padova își exprimau atașamentul atât față de monarhia universală, cât și față de pretențiile împăraților din vremurile lor, precum Henric al VII-lea, respectiv Ludovic al IV-lea.
Cu toate acestea, pretențiile imperiale de stăpânire asupra Italiei s-au manifestat în acordarea de titluri către diverși potentați locali care începeau să își stabilească controlul asupra fostelor orașe republicane. Cel mai notabil caz este cel al împăraților care acordau drepturi și titluri seniorilor de Milano din familia Visconti, precum regele Wenceslaus care l-a numit duce de Milano pe Gian Galeazzo Visconti în 1395. Alte familii care au primit favoruri de la împărați erau Gonzaga din Mantova sau Este din Ferrara și Modena.

## Urmări
La începutul perioadei moderne, Regatul de Italia încă exista, dar fiind mai degrabă o umbră a trecutului. Teritoriul său fusese deja semnificativ limitat ca urmare a cuceririlor operate începând din secolul al XV-lea de Republica Veneția, care se considera independentă față de Imperiu, în "Terraferma" smulseseră de sub jurisdicția imperială cea mai mare parte din nord-estul Italiei, ca și a pretențiilor papalității de suveranitate deplină în Italia centrală. Cu toate acestea, împăratul Carol al V-lea (1520-1556), mai degrabă din perspectiva moștenirilor sale din Spania și Regatul Neapolelui decît din cea de împărat romano-german, a putut să își stabilească dominația asupra Italiei într-o măsură mai mare decât oricare alt împărat de după Frederic al II-lea de Hohenstaufen. El i-a alungat pe francezi din Milano, a preîntâmpinat o încercare a principilor italieni ca, având sprijinul Franței, să își reafirme independența în cadrul Ligii de la Cognac, să prade Roma în 1527 și să îl supună pe papa Clement al VII-lea, să cucerească Florența reinstalând la putere familia Medici ca duci ai Florenței (iar ulterior, ca mari duci ai Toscanei) și, după stingerea familiei ducale Sforza din Milano, să ridice pretenții asupra Milanului, considerat ca fief imperial, și să îl instaureze ca duce pe fiul său, Filip.
Totuși, această nouă dominație imperială nu s-a menținut în numele Imperiului, unde Carol Quintul a fost succedat de către fratele său, Ferdinand I, ci mai degrabă în cel al fiului lui Carol, devenit rege al Spaniei.
Pretențiile imperiale au continuat însă, chiar dacă la o scară mult redusă, ele manifestându-se la începutul secolului al XVII-lea, când Ducatul de Mantova a rămas vacant (1627). Atunci, împăratul Ferdinand al II-lea a făcut uz de drepturile sale de stăpân feudal pentru a respinge candidatura moștenitorului proclamat, ducele de Nevers. Rezultatul l-a constituit Războiul de succesiune a Mantovei, parte a mult mai extinsului Război de 30 de ani. De asemenea, la începutul secolului al XVIII-lea, în timpul Războiului de succesiune la tronul Spaniei, pretențiile imperiale de suzeranitate au fost folosite din nou pentru a fi asediată Mantova în 1708, care a fost adăugată de către Habsburgii austrieci la nou cuceritul Ducat de Milano.
În fapt, acesta a fost ultimul fapt notabil de uzitare a puterii imperiale asupra unui teritoriu din Italia. Austriecii și-au păstrat în continuare controlul în Milano și Mantova, iar cu intermitențe asupra altor teritorii (Toscana, după 1737), însă recurgerea la stăpânirea feudală a devenit practic lipsită de conținut. Pretențiile imperiale asupra Italiei au rămas doar în titlul secundar al arhiepiscopului-elector de Köln, care continua să se intituleze "arhicancelar de Italia". În timpul Războaielor împotriva Franței Republicane și al celor napoleoniene, austriecii au fost alungați din Italia de către Napoleon I, care a instituit mai întâi republici pe cuprinsul întregii Italii de nord, și recunoașterile imperialilor din perioada 1799–1803 eliminau pretențiile acestora asupra Italiei, chiar și arhiepiscopul de Koln pierzându-și revendicările, principii ecleziastici fiind secularizați. În 1805, pe când Imperiul încă mai exista, Napoleon I, devenit împărat al Franței, a pretins coroana Italiei pentru sine, punându-și deasupra capului Coroana de fier a Italiei, la Milano în data de 26 mai 1805. Sfântul Imperiu Roman însuși a fost abolit un an mai târziu, punând capăt și existenței teoretice a Regatului Italiei.